# Barvení textilií přírodními barvivy
Barvení textilií přírodními barvivy je využíváno ke zdobení textilií. Barvení je jednou z možností zušlechtění vzhledu textilie. Textilní tisk (např. ruční tisk) je pak vyšší forma zdobení.
Dříve, stejně jako ostatní rukodělné techniky, se provádělo barvení a potiskování ručně až do poloviny 19. století, a to přírodními barvivy.
K barvení se používali především barevné hlinky (minerální barviva) a barviva připravovaná ze šťáv rostlin nebo živočichů (organická barviva).

## Zdroje barev

### Červená
Pro červenou barvu se používal červec (obchodní název – košenila), který byl získáván z hmyzu žijícího na kaktusech ve Střední Americe a na Kanárských ostrovech (barva obsahuje karmín). Dále se také používala mořena barvířská (Rubia tinctorum), rostlina, která je původem z jižní Evropy. Kořeny této rostliny se rozemlely a poté použily jako barvivo, které bylo označováno jako "turecká červeň". Pro červenou barvu se také používaly moruše, višně, třešně aj.

### Purpurová
Purpurová barva byla velmi vzácná a drahá. Pravý purpur byl získáván z těl mořských plžů – ostranky jaderské a nachovce veleústého. Na obarvení jedné tógy bylo potřeba nejméně 10–12 gramů barviva, což je asi sto tisíc těchto živočichů. Purpur dával širokou škálu barevných tónů od teplé červené přes fialovou až k modré.
Purpur vzhledem ke své vzácnosti a cennosti se stal součástí bohatých chrámových a císařských pokladů. K barvení jej používali především vládci či příslušníci nejvyššího stavu, proto purpurové roucho bylo po staletí symbolem nejvyšších vládců a odznakem moci.

### Zelená
Pro zelenou barvu se používal řešetlák (Rhamnus chlorophorus), světlice barvířská (Carthamus tinctorius), u nás i listy černého bezu nebo špenát. Také se používala měděnka s octem.

### Modrá
Pro modrou barvu se nejběžněji používala tropická rostlina indigovník neboli "modřil". Indigo pochází z Indie a jeho barvicí účinky jsou známé více než 4000 let. Jsou i další rostliny, které jsou používané pro modrou barvu, ale jejich barvicí účinky jsou slabší, např. boryt barvířský (Isatis tinctoria). Pro jiné odstíny modré se používali např. druhy lišejníku, ale i chrpa (azurová), ostružiny (šedomodrá) apod.

### Žlutá
Pro žlutou barvu se používal oreláník barvířský (Bixa orrelana), kurkuma okrouhlá (Curcuma rotunda), šafrán (Crocus sativus), rmen barvířský, ale i divizna, heřmánek (zelenožlutá), březová kůra (tmavá žlutá), březové listy (světle žlutá) a kari (Tmavě žlutá).

### Černá
Pro černou barvu se využívala duběnka nebo ledek, šťáva z kůry granátovníku, také z olšové kůry nebo z vinného kmene aj. Révová čerň je černá s namodralým leskem, která se získávala pálením mladých proutků vinné révy bez přístupu vzduchu.

### Hnědá
Pro hnědou se používala dužnatá část vlašských ořechů (tmavě hnědá), listy ořešáku nebo cibulové slupky (do oranžova), dubová kůra (tmavě hnědá), větvičky kvetoucího vřesu (olivově hnědá) apod.

### Kampeška
Z modrého dřeva – kampešky – se získávalo mořidlové barvivo, které dávalo se solemi:
- železa – černou barvu (opravdu velmi sytá)
- hliníku – fialovou barvu
- chromu – černomodrou barvu
- mědi – černozelenou barvu